# Priolepis
Priolepis är ett släkte av fiskar. Priolepis ingår i familjen smörbultsfiskar.

## Dottertaxa tillPriolepis, i alfabetisk ordning[1]
- Priolepis agrena
- Priolepis ailina
- Priolepis aithiops
- Priolepis akihitoi
- Priolepis anthioides
- Priolepis ascensionis
- Priolepis aureoviridis
- Priolepis boreus
- Priolepis cincta
- Priolepis compita
- Priolepis cyanocephala
- Priolepis dawsoni
- Priolepis eugenius
- Priolepis fallacincta
- Priolepis farcimen
- Priolepis goldshmidtae
- Priolepis hipoliti
- Priolepis inhaca
- Priolepis kappa
- Priolepis latifascima
- Priolepis limbatosquamis
- Priolepis nocturna
- Priolepis nuchifasciata
- Priolepis pallidicincta
- Priolepis profunda
- Priolepis psygmophilia
- Priolepis randalli
- Priolepis robinsi
- Priolepis semidoliata
- Priolepis squamogena
- Priolepis sticta
- Priolepis triops
- Priolepis vexilla
- Priolepis winterbottomi